# Die letzten Zeugen. Kinder im Zweiten Weltkrieg
Die letzten Zeugen (russisch Последние свидетели Poslednije swideteli) ist ein dokumentarischer Essay mit Berichten von Zeitzeugen im Kindesalter Jahrzehnte nach dem Ende des Zweiten Weltkriegs, der 1985 von der belarussischen Schriftstellerin Swetlana Alexijewitsch veröffentlicht wurde.

## Inhalt
Alexijewitsch hat dazu kürzere Erzählungen von überlebenden Zeitzeugen vereint, die beim Einmarsch der Deutschen in Weißrussland noch Kinder waren, zwischen 4 und 14 Jahre alt. Die vereinten Berichte fangen die Erfahrungen in Extremsituationen, im Ausnahmezustand während des Großen Vaterländischen Krieges ein. Die eingefangenen Erinnerungen sind oft nur bruchstückhaft, jedoch „haben diese Kinder Dinge gesehen und erlitten, die niemand, am allerwenigsten ein Kind, sehen und erleiden dürfte“. Die erste Ausgabe des Buches stammt aus dem Jahr 1985. Das Buch bildet den zweiten Band des dokumentarischen Zyklus Die Stimmen der Utopie und präsentiert Geschichten von Menschen, die den Krieg als Kinder erlebten und ihn überlebten. Sie werden als Erwachsene interviewt, waren aber während des Krieges erst 4–14 Jahre alt. Während des Großen Vaterländischen Krieges starben Millionen sowjetischer Kinder. Es ist die Fortsetzung des vorherigen Buches Der Krieg hat kein weibliches Gesicht der Autorin zum Thema Frauen während des Krieges. Das Buch diente dem Dokumentarfilm Kinder des Krieges. Die letzten Zeugen (Дети Войны. Последние свидетели) unter der Regie von Alexei Kitaizew (Drehbuch: Ljudmila Romanenko und Swetlana Alexijewitsch) als Grundlage (Moskau, 2009, 45 Min.). Der Komponist Wladimir Magdaliz schrieb eine Requiem-Symphonie Die letzten Zeugen.

## Zitat
„Wir hatten zwei Hühner. Wenn wir zu ihnen sagten: »Still, die Deutschen!«, gaben sie keinen Laut von sich. Sie saßen ganz still mit uns unterm Bett und sagten keinen Mucks. Wenn ich später im Zirkus dressierte Hühner sah, konnte mich das nie verblüffen.“